# アニメーションスタジオ・セブン
株式会社アニメーションスタジオ・セブン（英: Animation Studio Seven Co., Ltd.、通称：セブン）は、日本のアニメ制作会社。

## 概要
ワオワールドのプロデューサー・仕上担当だった堀江拓が、2007年に同社スタッフ数名と設立したアニメ制作会社である。テレビアニメのみならずゲームムービーやパチンコ系ムービーの制作等、幅広いジャンルのアニメ企画・制作を行っている。
堀江がラディクス出身の為か、同社元スタッフが多数在籍している。
設立当時は新興だった事もあり、各種求人広告において「来る物は拒まぬ」姿勢で広き門をアピールする反面、待遇は完全出来高・福利厚生無・交通費無と明示していた。
大阪の日本コンピュータ専門学校と関係が深く、2010年頃には関西（京都府）出身の西川貴史が同校アニメ学科の講師・教育課程編成委員に招かれたり、同校卒業生の就職先受け皿にもなっていた。
その縁もあってか、2013年には同校敷地内に第2スタジオ（大阪st.）を開設し、西川を中心に仕事の場を拡げつつ、関西居住者を中心とした後進育成にも努めている。
動画検査・制作進行においては、法人名義として瀬分七尾を使用する事がある。
また『おくさまが生徒会長!』にて、R-15程の露出をコミカルに隠す作画・演出（セーフティエフェクト）を専門とするチームおくさま劇場が結成され、他社作品にも同名義で参加している。

## 歴史
2007年以前は、堀江ら設立スタッフがアニメアンテナ委員会製作作品を中心に、アダルトアニメの仕上・動画を担っていた事もあって、2010年頃まではTVアニメと並行する形でアダルトアニメ制作に数多く携わり、複数の同業界中堅アニメーターの信頼を得ていった。その後、元請制作に移行しつつ、2012年には『オトメドリ』で自社スタッフの西川を初監督に起用し、以後は若手の演出家挑戦も後押ししている。
テレビアニメでは、2011年の5分枠アニメ『森田さんは無口。』で元請制作デビュー。その後も2017年9月まではドリームクリエイションと組んでの短編アニメが占めていたが、同年10月の『王様ゲーム The Animation』で初めて30分枠アニメに挑戦した。
2017年『漆黒のシャガ』で、アダルトアニメ及び制作会社として初の完全オリジナル作品を制作。

## 作品

### テレビアニメ
| 開始年 | 放送期間    | タイトル                                                       | 監督                              | アニメーション プロデューサー | 共同制作       |
| ------ | ----------- | -------------------------------------------------------------- | --------------------------------- | ----------------------------- | -------------- |
| 2011年 | 7月 - 9月   | 森田さんは無口。                                               | 林直孝                            | N/A                           |                |
| 2011年 | 10月 - 12月 | 森田さんは無口。2                                              | 林直孝                            | N/A                           |                |
| 2012年 | 1月 - 3月   | リコーダーとランドセル ド♪                                     | 木村寛                            | N/A                           |                |
| 2012年 | 4月 - 6月   | リコーダーとランドセル レ♪                                     | 木村寛                            | N/A                           |                |
| 2013年 | 1月 - 3月   | ちょぼらうにょぽみ劇場 あいまいみー                            | いまざきいつき                    | N/A                           |                |
| 2013年 | 7月 - 9月   | リコーダーとランドセル ミ☆                                     | いまざきいつき                    | N/A                           |                |
| 2014年 | 1月 - 3月   | ストレンジ・プラス                                             | 西川貴史                          | 堀江拓                        |                |
| 2014年 | 4月 - 6月   | 犬神さんと猫山さん                                             | 永居慎平                          | 堀江拓                        |                |
| 2014年 | 7月 - 9月   | ちょぼらうにょぽみ劇場第二幕 あいまいみー -妄想カタストロフ-   | いまざきいつき                    | N/A                           |                |
| 2014年 | 7月 - 9月   | 真 ストレンジ・プラス                                          | 古川博之                          | 堀江拓                        |                |
| 2014年 | 10月 - 12月 | 旦那が何を言っているかわからない件                             | 永居慎平                          | 堀江拓                        |                |
| 2015年 | 4月 - 6月   | 旦那が何を言っているかわからない件 2スレ目                     | 永居慎平                          | 堀江拓                        |                |
| 2015年 | 7月 - 9月   | おくさまが生徒会長!                                            | 古川博之                          | 堀江拓                        |                |
| 2015年 | 10月 - 12月 | ちょぼらうにょぽみ劇場-新章- 不思議なソメラちゃん              | いまざきいつき                    | 堀江拓                        |                |
| 2016年 | 10月 - 12月 | おくさまが生徒会長!+!                                          | 古川博之（総） 佐々木勅嘉         | 堀江拓                        |                |
| 2017年 | 1月 - 3月   | ちょぼらうにょぽみ劇場第三幕 あいまいみー 〜surgical friends〜 | いまざきいつき                    | N/A                           |                |
| 2017年 | 4月 - 6月   | 僧侶と交わる色欲の夜に…                                        | 荒木英樹                          | 堀江拓                        |                |
| 2017年 | 7月 - 9月   | 無責任ギャラクシー☆タイラー                                    | 木村寛                            | 堀江拓                        |                |
| 2017年 | 10月 - 12月 | 王様ゲーム The Animation                                       | 佐々木勅嘉                        | 石原直樹                      |                |
| 2017年 | 10月 - 12月 | お見合い相手は教え子、強気な、問題児。                         | みうらさぶろう                    | N/A                           |                |
| 2018年 | 7月 - 9月   | 京都寺町三条のホームズ                                         | 佐々木勅嘉                        | 石原直樹                      |                |
| 2019年 | 4月 - 6月   | ノブナガ先生の幼な妻                                           | 佐々木勅嘉                        | 岩谷能宣                      |                |
| 2019年 | 4月 - 6月   | 女子かう生                                                     | 佐々木勅嘉                        | 岩谷能宣                      |                |
| 2020年 | 10月 - 12月 | エタニティ 〜深夜の濡恋ちゃんねる♡〜                           | 荒木英樹 いろは 馬場竜一 倉森六郎 | 岩谷能宣                      |                |
| 2021年 | 4月 - 6月   | バトルアスリーテス大運動会 ReSTART!                            | 佐々木勅嘉                        | 岩谷能宣                      |                |
| 2022年 | 10月 - 12月 | ピーター・グリルと賢者の時間 Super Extra                       | 辰美                              | 本川耕平 岩谷能宣             | ウルフズベイン |

### 劇場アニメ
- まるだせ金太狼（2020年）

### OVA
※いずれも成人向け
| 発売年 | タイトル                                                                                                  | 備考                        |
| ------ | --- | --------------------------- |
| 2008年 | 宇宙海賊サラ                                                                                              |                             |
| 2011年 | りんかん倶楽部                                                                                            |                             |
| 2011年 | 豚姫様 |                             |
| 2011年 | 箱入少女-Virgin Territory-                                                                                | -2012年                     |
| 2012年 | オトメドリ                                                                                                |                             |
| 2013年 | 聖ヤリマン学園援交日記 THE ANIMATION                                                                      |                             |
| 2013年 | 恋騎士 Purely☆Kiss The Animation                                                                          |                             |
| 2013年 | がち様お慰め奉ります ～寝取られ村淫夜噺～ THE ANIMATION                                                   |                             |
| 2014年 | ばくあね 弟しぼっちゃうぞ！ THE ANIMATION                                                                 |                             |
| 2014年 | 新・聖ヤリマン学園援交日記 THE ANIMATION                                                                  |                             |
| 2015年 | 逆転魔女裁判 ～痴女な魔女に裁かれちゃう～ THE ANIMATION                                                   |                             |
| 2015年 | ランス01 光をもとめて THE ANIMATION                                                                       | -2016年                     |
| 2015年 | 豚の如き山賊に捕らわれて処女を奪われる巨乳姫騎士&女戦士 ~絶対チ●ポなんかに負けたりしない!!~ THE ANIMATION |                             |
| 2016年 | ヌーディストビーチに修学旅行で!! THE ANIMATION                                                            |                             |
| 2016年 | 八尺八話快樂巡り 異形怪奇譚 The Animation                                                                 | -2017年                     |
| 2017年 | 漆黒のシャガ THE ANIMATION                                                                                | -2019年、年初オリジナル     |
| 2017年 | えろゼミ ~エッチにヤルきにABC~ THE ANIMATION                                                              |                             |
| 2017年 | ヤリモクビーチに修学旅行で!! THE ANIMATION                                                                |                             |
| 2017年 | 炎の孕ませおっぱい★エロアプリ学園 THE ANIMATION                                                           |                             |
| 2017年 | ばくあね2 弟いっぱいしぼっちゃうぞ！ THE ANIMATION                                                        |                             |
| 2018年 | リアルエロゲシチュエーション! THE ANIMATION                                                               |                             |
| 2018年 | 添いカノ~ぎゅっと抱きしめて~ THE ANIMATION                                                                |                             |
| 2018年 | 発情スイッチ~堕とされた少女達~ THE ANIMATION                                                              |                             |
| 2019年 | 我が家のリリアナさん THE ANIMATION                                                                        |                             |
| 2019年 | 性活週間 THE ANIMATION                                                                                    |                             |
| 2019年 | アイカギ The Animation                                                                                    |                             |
| 2019年 | アイベヤ THE ANIMATION                                                                                    |                             |
| 2019年 | Love×Holic ~魅惑の乙女と白濁カンケイ~ THE ANIMATION                                                       |                             |
| 2020年 | となりの家のアネットさん THE ANIMATION                                                                    |                             |
| 2020年 | 淫毛 |                             |
| 2020年 | 助っ人参上!! THE ANIMATION                                                                                |                             |
| 2020年 | セクフレ幼馴染 ~処女と童貞は恥ずかしいってみんなが言うから~ THE ANIMATION                                 |                             |
| 2020年 | 琥珀色のハンター THE ANIMATION                                                                            | -2021年、年初オリジナル     |
| 2020年 | サキュバステードライフ THE ANIMATION                                                                      |                             |
| 2020年 | 浮気と本気 THE ANIMATION                                                                                  |                             |
| 2020年 | 母ちゃんの友達にシコってるところ見られた. THE ANIMATION                                                   |                             |
| 2020年 | 図書室ノ彼女~清楚ナ君ガ堕チルマデ~ THE ANIMATION                                                          | -2021年、第1話から第4話まで |
| 2021年 | 君が好き. THE ANIMATION                                                                                   |                             |
| 2021年 | 搾精病棟 THE ANIMATION                                                                                    |                             |
| 2021年 | 指導姦 Day after THE ANIMATION                                                                            |                             |
| 2021年 | エロゲで全ては解決できる! THE ANIMATION                                                                   | -2022年                     |
| 2021年 | アネットさんとリリアナさん                                                                                |                             |
| 2021年 | 黒獣II THE ANIMATION                                                                                      |                             |
| 2021年 | とろかせおるがずむ THE ANIMATION                                                                          |                             |
| 2021年 | Mama×Holic ~魅惑のママと甘々カンケイ~ THE ANIMATION                                                       |                             |
| 2022年 | Garden ~高嶺家の二輪花~ THE ANIMATION                                                                     |                             |
| 2022年 | キミはやさしく寝取られる THE ANIMATION                                                                    |                             |
| 2022年 | 同級生リメイク THE ANIMATION                                                                              |                             |
| 2022年 | 鬼作令和版                                                                                                |                             |
| 2023年 | 子産み島 ～週7で産めるメスたち～                                                                          |                             |
| 2023年 | 不貞 with... THE ANIMATION                                                                                |                             |
| 2023年 | 奥さまの回復術 THE ANIMATION                                                                              |                             |
| 2023年 | この恋に気づいて THE ANIMATION                                                                            |                             |
| 2024年 | 性欲つよつよ THE ANIMATION                                                                                |                             |
| 2024年 | バブルdeハウスde◯◯◯ THE ANIMATION                                                                         |                             |
| 2024年 | 孕ませ屋 THE ANIMATION                                                                                    |                             |
| 2024年 | 入り浸りギャルにま〇こ使わせて貰う話                                                                      |                             |
| 2024年 | アニメ版お兄さん…おひとりですか？                                                                         |                             |
| 2024年 | ゴムをつけてといいましたよね...                                                                           |                             |
| 2025年 | 知らないこと知りたいの? THE ANIMATION                                                                     |                             |
| 2025年 | インモラルーティーン THE ANIMATION                                                                        |                             |
| 2025年 | 淫触王デマール                                                                                            |                             |
| 2025年 | 元カレとはできなかったセックスしてもいいですか？                                                          |                             |
| 2025年 | 淫モラル・ゲームマスター THE ANIMATION                                                                    |                             |
| 2025年 | レイカは華麗な僕の女王 THE ANIMATION                                                                      |                             |

### 制作協力
| 年     | タイトル                                                             | 制作元請                         | 備考                               |
| ------ | -------------------------------------------------------------------- | -------------------------------- | ---------------------------------- |
| 2008年 | Attacked kuma3                                                       | ラディクスモバニメーション       | 制作協力                           |
| 2008年 | TYTANIA -タイタニア-                                                 | アートランド                     | 各話制作協力                       |
| 2008年 | タツノコ VS. CAPCOM CROSS GENERATION OF HEROES                       | カプコン                         |                                    |
| 2009年 | 無限航路                                                             | セガ                             |                                    |
| 2009年 | アラド戦記〜スラップアップパーティー〜                               | GK ENTERTAINMENT GONZO           | 各話制作協力                       |
| 2009年 | メタルファイト ベイブレード                                          | SynergySP                        | 各話制作協力                       |
| 2011年 | 爆丸バトルブローラーズ ガンダリアンインベーダーズ                    | トムス・エンタテインメント       | 各話制作協力                       |
| 2011年 | 戦律のストラタス                                                     | コナミデジタルエンタテインメント |                                    |
| 2011年 | 俺は彼女を信じてる!                                                  | シルバー                         | アニメーション制作協力             |
| 2012年 | 松本零士「オズマ」                                                   | LandQ Studios GONZO              | 各話制作協力                       |
| 2012年 | トータル・イクリプス                                                 | ixtl サテライト                  | 各話制作協力                       |
| 2013年 | PSYCHO-PASS サイコパス                                               | Production I.G                   | 各話制作協力                       |
| 2013年 | 絶対防衛レヴィアタン                                                 | GONZO                            | 各話制作協力                       |
| 2013年 | スパロウズホテル                                                     | HOTLINE                          | #7以降制作協力                     |
| 2013年 | 戦姫絶唱シンフォギアG                                                | サテライト                       | 各話制作協力                       |
| 2013年 | ポケットモンスター ベストウイッシュ シーズン2 デコロラアドベンチャー | オー・エル・エム                 | 各話作画協力 ※実質は制作協力       |
| 2014年 | ポケットモンスター XY                                                | オー・エル・エム                 | 各話作画協力 ※実質は制作協力       |
| 2014年 | アルドノア・ゼロ                                                     | A-1 Pictures TROYCA              | 各話制作協力                       |
| 2014年 | 俺、ツインテールになります。                                         | プロダクションアイムズ           | 各話制作協力                       |
| 2016年 | 聖戦ケルベロス 竜刻のファタリテ                                      | ブリッジ                         | 各話制作協力                       |
| 2016年 | 魔装学園H×H                                                          | プロダクションアイムズ           | 各話制作協力                       |
| 2017年 | 王室教師ハイネ                                                       | ブリッジ                         | 各話制作協力                       |
| 2019年 | 超可動ガール1/6                                                      | studio A-CAT                     | 製作委員会の一員                   |
| 2019年 | 可愛ければ変態でも好きになってくれますか?                            | ギークトイズ                     | アニメーション制作協力             |
| 2019年 | トライナイツ                                                         | GONZO                            | 制作協力                           |
| 2020年 | ピーター・グリルと賢者の時間                                         | ウルフズベイン                   | 製作委員会の一員 Blu-ray/DVD発売元 |
| 2020年 | 遊☆戯☆王SEVENS                                                       | ブリッジ                         | 制作協力、ラインテスト             |
| 2022年 | デート・ア・ライブIV                                                 | ギークトイズ                     | 各話制作協力                       |
| 2023年 | 人間不信の冒険者たちが世界を救うようです                             | ギークトイズ                     | アニメーション制作協力             |
| 2023年 | 異世界ワンターンキル姉さん 〜姉同伴の異世界生活はじめました〜        | 月虹                             | 製作委員会の一員 Blu-ray/DVD発売元 |
| 2023年 | ミギとダリ                                                           | CompTown ギークトイズ            | 各話制作協力                       |
| 2024年 | デート・ア・ライブV                                                  | ギークトイズ                     | 各話制作協力                       |

## 関連人物

### アニメーター・演出家
- 飯泉俊臣
- 小原太一郎
- 田中一真
- 永居慎平
- 西川貴史
- 古川博之

### 制作
- 堀江拓（代表）

### その他
- 羽鳥風画